# Habitatge 2 al carrer Únic d'Aulàs
L'Habitatge 2 al carrer Únic d'Aulàs és un edifici de Tremp (Pallars Jussà) protegit com a Bé Cultural d'Interès Local.

## Descripció
Es tracta d'un edifici construït entre mitgeres i de tres nivells d'alçat (planta baixa i dos pisos) amb la façana de pedra per manca de l'arrebossat original. No presenta elements patrimonials destacables, llevat de les portes de la planta baixa configurades per arcs de mig punt de diferents estils i, probablement, de dissemblant cronologia, que són dignes de ser preservats.

## Història
No es disposa de dades documentals sobre la construcció de l'immoble que, tipològicament, respon a les característiques de l'arquitectura rural dels segles XVIII-XIX.